# Dolmen de Cunha Baixa

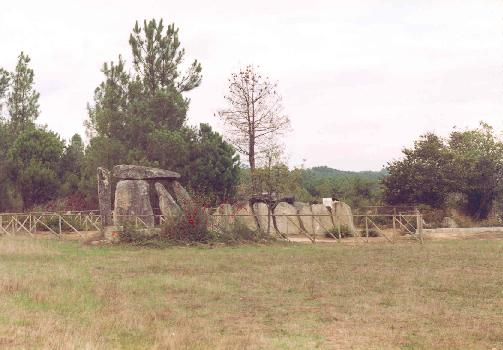
Dolmen de Cunha Baixa

El dolmen de Cunha Baixa és un monument megalític, situat a Cunha Baixa, al municipi de Mangualde, a Viseu. Es troba en una àrea de vall oberta propera al riu Castell, entre els llogarets de Cunha Baixa i Espinho.

## Descripció
És un monument megalític de cambra i corredor datat d'entre el 3000 ae i 2500 ae, remuntant així molt possiblement al període de la cultura del vas campaniforme. La cambra és poligonal amb nou ortoedres i una cobertura. El corredor és llarg amb vuit lloses en cada costat i cobertura.
Es tracta d'un exemplar d'enterrament col·lectiu. No presenta túmul, perquè degué ser destruït. Inicialment fou estudiat per Leite de Vasconcelos, i al 1987 Raquel Vilaça i Domingos Cruz encetaren els treballs de restauració d'aquesta sepultura classificada com a Monument Nacional des del 1910 (DG 136, de 23 de juny de 1910).(1)
Les recerques van revelar lloses pintades i gravades, i els materials exhumats apunten cap a una fase tardana de megalitisme de la zona. La construcció data de prop de 5.000 anys i fou feta servir fins a una època tardana, ja que els darrers materials dipositats són de l'edat del bronze.

## Troballes
Les troballes són al Museu Nacional d'Arqueologia de Lisboa: destrals de pedra polida, làmines i micròlits de sílex i fragments de ceràmica.

## Referència
1. Anta de Cunha Baixa na base de dados Ulysses de Direçâo-Geral do Património Cultural (en portugués).